# Hôtels de Disneyland Paris
Disneyland Paris est la première destination touristique privée européenne et le cinquième pôle hôtelier de France. Afin d'offrir aux visiteurs la possibilité d'allonger leur séjour sans quitter le complexe, Disney a prévu dès l'origine du projet, la présence d'hôtels thématisés à l'image de ceux de Walt Disney World Resort en Floride. D'autres hôtels, gérés par des sociétés extérieures, se sont ajoutés par la suite.

## Hôtels Disney
Disney a fait construire pour l'ouverture du premier parc, Disneyland (12 avril 1992), six hôtels et un camping. Ces établissements sont tous gérés par Euro Disney
À l'exception du Disneyland Hotel qui forme l'entrée du parc Disneyland, et du camping Disney's Ranch Davy Crockett qui se situe au sud de Val d'Europe, à 6 km du complexe, les autres établissements sont situés à l'est des deux parcs, principalement autour du « lac Disney » et de sa rivière « Rio Grande » également créés à cette occasion. Leurs thèmes et leurs décorations évoquent la géographie et l'histoire des États-Unis et l'Amérique mythique à travers sa représentation cinématographique.
| Dénomination                                | Thème                                                                  | Nombre de Chambres | Nombre de Suites | Catégorie |
| ------------------------------------------- | ---------------------------------------------------------------------- | ------------------ | ---------------- | --------- |
| Disneyland Hotel                            | L'architecture victorienne de la Côte Ouest au début du XXe siècle     | 496                | 21               |           |
| Disney's Hotel New York - The Art of Marvel | La ville de New York et l'univers cinématographique Marvel             | 565                | 27               |           |
| Disney's Newport Bay Club                   | Les décors balnéaires de la Nouvelle-Angleterre au début du XXe siècle | 1 093              | 13               |           |
| Disney's Sequoia Lodge                      | Les parcs nationaux américains                                         | 1 011              | 9                |           |
| Disney's Hotel Cheyenne                     | Le « Far West »                                                        | 1 000              | -                |           |
| Disney's Hotel Santa Fe                     | Le Sud-Ouest américain                                                 | 1 000              | -                |           |
| Disney's Davy Crockett Ranch                | Les maisons des pionniers américains (Camping-Caravaning)              | 595 bungalows      | 595 bungalows    |           |

### Projets abandonnés
Comme le rappellent Alain Littaye et Didier Ghez, au début de la conception du complexe en 1988, The Walt Disney Company avait demandé à cinq architectes de renom de concevoir des hôtels. Frank Gehry, Michael Graves, Stanley Tigerman (en), Robert A. M. Stern et Robert Venturi furent ainsi conviés à des séances de travail. Ils proposèrent un concours avec pour thème, l'héritage culturel américain. Voici certaines des propositions reçues par Disney :
- Un hôtel transparent en lieu et place du Newport Bay Club, par Jean Nouvel.
- Un porte-avions, par Hans Hollein.
- Un théâtre-port avec un temple grec surmontant une île au centre du port, par Rem Koolhaas.
- Un hôtel sur le thème de Fantasia, avec un Mickey Mouse projetant un rayon laser sur le nom de l'hôtel, par Robert Venturi.
- Un hôtel de forme géométrique par Robert Tschumi avec un jardin rappelant celui qu'il avait conçu pour la Cité des sciences et de l'industrie au parc de la Villette à Paris.

## Les hôtels partenaires
Les hôtels partenaires ont été construits à partir de 2001 pour augmenter l'offre hôtelière du complexe. Euro Disney ayant des problèmes financiers, ce sont des investisseurs privés du milieu de l'hôtellerie qui ont été « invités » par Disney à ouvrir ces hôtels.
Ces hôtels bénéficient des navettes « VEA Disney » depuis les aéroports de Paris-Charles-de-Gaulle, Paris-Orly et Beauvais-Tillé. La navette gratuite no 54 effectue des transferts réguliers entre les hôtels et les parcs Disney (gare de Marne-la-Vallée - Chessy).
Sources : Disneyland Paris et Hotelopia.

### Hôtels conseillés
Les « Hôtels Conseillés » se trouvent au Val de France, un quartier hôtelier situé sur la commune de Magny-le-Hongre, à proximité des parcs à thèmes et du complexe hôtelier de Disneyland Paris. Il est composé des cinq « Hôtels Conseillés » et partenaires du complexe de loisirs. Ce site a été développé par la société Euro Disney, développeur du secteur, pour augmenter la capacité hôtelière de Disneyland Paris tout en délégant l'investissement à des sociétés tierces.
Ces hôtels devaient capturer la quintessence de la tradition française mais les groupes hôteliers voulant attirer certaines populations européennes plus que d'autres ont pu diverger du concept d'origine. Ainsi le Dream Castle Hotel est conçu pour plaire aux visiteurs allemands et l’Explorers Hotel aux visiteurs britanniques.
Le site est découpé en six parcelles agencées au bord d'un lac. Un nouvel hôtel pourrait donc venir augmenter l'offre dans l'avenir.
| Dénomination               | Thème                   | Nombre de Chambres | Nombre de Suites | Catégorie | Exploitant        | Ouverture |
| -------------------------- | ----------------------- | ------------------ | ---------------- | --------- | ----------------- | --------- |
| Dream Castle Hotel         | Les châteaux d'Europe   | 397                | 17               |           | Vienna House (de) | 2004      |
| Grand Magic Hotel          | Le monde du cirque      | 396                | 22               |           | Vienna House (de) | 2003      |
| Explorers Hotel            | Les explorateurs        | 390                | 10               |           | Algonquin         | 2003      |
| Campanile Val de France    | La campagne française   | 300                | -                |           | Campanile         | 2003      |
| B&B Hôtel Disneyland Paris | Les cloîtres et jardins | 400                | -                |           | B&B Hotels        | 2015      |

- Le Dream Castle Hotel faisait partie du groupe suisse Mövenpick Hotels & Resorts jusqu'au 1er juin 2006[5].
- L’Explorers Hotel faisait partie du groupe britannique Thomas Cook[6] jusqu'au 19 avril 2012.
- Le B&B Hôtel Disneyland Paris, cinquième hôtel du complexe, est annoncé en juin 2013[7] ; il ouvre en novembre 2015, soit onze ans après le Dream Castle Hotel.

### Hôtels et résidence associés
Avec la croissance et le développement du secteur, d'autres sites hôteliers ont aussi vu le jour, au cœur du golf Disneyland et du centre urbain de Val d'Europe ainsi qu'au sud du secteur, ce sont les « Hôtels Associés ». Certains de ces sites ne présentent pas de thème précis mais plutôt un style architectural affirmé.
| Dénomination                                   | Type                  | Thème ou Architecture               | Situation           | Nombre de Chambres | Nombre de Suites   | Catégorie | Exploitant                              | Ouverture |
| ---------------------------------------------- | --------------------- | ----------------------------------- | ------------------- | ------------------ | ------------------ | --------- | --------------------------------------- | --------- |
| Radisson Blu Hotel Paris, Marne-la-Vallée      | Hôtel                 | Moderne                             | Golf Disneyland     | 233                | 17                 |           | Radisson Hotels & Resorts               | 2005      |
| Marriott's Village d'Île-de-France,            | Village de vacances   | Briarde                             | Golf Disneyland     | 202 appartements   | 202 appartements   |           | Marriott Vacation Club                  | 2003      |
| Hôtel l'Élysée Val d'Europe                    | Hôtel                 | Haussmannienne                      | Val d'Europe centre | 152                | 4                  |           | CEHIE,                                  | 2002      |
| Aparthotel Adagio Marne-la-Vallée Val d'Europe | Résidence de tourisme | Haussmannienne                      | Val d'Europe centre | 290                | -                  |           | Adagio City Aparthotel                  | 2003      |
| Villages Nature Paris,                         | Village de vacances   | Écotourisme / Développement durable | Villeneuve-le-Comte | 1 730 appartements | 1 730 appartements |           | Les Villages Nature de Val d'Europe SAS | 2017      |

## Autre site
Un autre site hôtelier de loisirs est en projet sur une parcelle de Val d'Europe réservée aux développements touristiques, mais n'est pas directement associé au complexe de loisirs.
| Dénomination                   | Type                | Situation       | Nombre de logements | Catégorie | Exploitant           | Ouverture |
| ------------------------------ | ------------------- | --------------- | ------------------- | --------- | -------------------- | --------- |
| Le Domaine du Golf (en projet) | Village de vacances | Golf Disneyland | 186                 |           | StayCity ApartHotels | ?         |

Le Domaine du Golf, résidence ouverte au tourisme d'affaire, est équipé d'une salle de conférence. Le projet initial proposé sur ce site en 2014, comptait 186 appartements et 22 villas et devait être géré par le groupe Park&Suites - Appart'City.